# Настоящая кровь (сезон 3)
«Настоящая кровь» (англ. True Blood) — американский драматический телевизионный сериал с элементами черного юмора, и комедийными нотами, основанный на серии романов «Вампирские тайны» (англ. The Southern Vampire Mysteries) американской писательницы Шарлин Харрис. Сериал был создан Аланом Боллом, автором «Клиент всегда мертв», в сотрудничестве с каналом «HBO» и его компанией «Your Face Goes Here Entertainment».

## В ролях

### Основной состав
- Анна Пакуин — Суки Стакхаус
- Стивен Мойер — Билл Комптон
- Сэм Траммелл — Сэм Мерлотт
- Райан Квонтен — Джейсон Стакхаус
- Рутина Уэсли — Тара Торнтон
- Нелсан Эллис — Лафайет Рейнольдс
- Александр Скарсгард — Эрик Нортман
- Кэрри Престон — Арлин Фаулер

### Приглашённые звёзды
- Элфри Вудард — Руби Джин Рейнольдс
- Ивэн-Рейчел Вуд — Софи-Энн Леклерк
- Шеннон Лучио — Кэролайн Бельфлёр
- Адина Портер — Лэтти Мэй Торнтон
- Ариэль Кеббел — Шарлин
- Майкл Стегер — Тони
- Дэниел Гиллис — Джон

## Описание эпизодов
| № общий | № в сезоне | Название                                                        | Режиссёр            | Автор сценария                 | Дата премьеры    | Зрители в США (млн) |
| --- | ---------- | --------------------------------------------------------------- | ------------------- | ------------------------------ | ---------------- | ------------------- |
| 25 | 1          | «Bad Blood» «Дурная кровь»                                      | Дэниель Минахан     | Брайан Бакнер                  | 13 июня 2010     | 5.09                |
| После исчезновения Билла Суки отправляется за помощью к Эрику в надежде найти возлюбленного, однако у вампира-викинга свои проблемы — Королева и Магистр появляются в его клубе, встревоженные увеличением продаж вампирской крови людям. Биллу удаётся сбежать от своих похитителей, лишь для того, чтобы вскоре столкнуться с другим врагом. Тара пытается справиться со смертью Эггза и хочет изменить свою жизнь. Джейсон хочет исправить то, что он натворил за последнее время, и снимает вместе с Хойтом квартиру. Вампирша Джессика пытается решить, что делать с телом дальнобойщика, которого она выпила до смерти. А Сэм отправляется в Арканзас, чтобы познакомиться со своей биологической семьёй. |            |                                                                 |                     |                                |                  |                     |
| 26 | 2          | «Beautifully Broken» «Прекрасный разрыв»                        | Скотт Винант        | Раэлль Такер                   | 20 июня 2010     | 4.26                |
| Билл оказывается в доме Рассела Эджингтона — вампира-короля Миссисипи, обдумывающего коварный план укрепления своего влияния в Луизиане. Эрик вспоминает своё прошлое, а Сэм испытывает на прочность свои семейные узы. Тем временем, Тара встречает врага в лице вампира по имени Франклин Мотт. Джессика обращается за советом к Пэм, чтобы узнать, как правильно пить кровь, чтобы не убить человека. Лафайетт и Тара навещают его мать в клинике для душевнобольных. Эрик защищает Суки от оборотней в её доме, по каким-то причинам охотящихся за девушкой… |            |                                                                 |                     |                                |                  |                     |
| 27 | 3          | «It Hurts Me Too» «Мне тоже больно»                             | Майкл Леманн        | Александр Ву                   | 27 июня 2010     | 4.46                |
| В поисках Билла Суки направляется в город Джексон. Но пустилась она в такое далекое путешествие не одна, а в компании оборотня-охранника Элсида, приставленного к ней Эриком ради её же безопасности. Джейсон расстроен результатами своих полицейских экзаменов. Бад попадает в безвыходное положение. Арлен пытается справиться с неожиданными новостями о своей беременности. Франклин зачаровывает Тару и помогает Джессике выпутаться из неловкого положения. Эрик делает неожиданный подарок Лафайетту. Преследуемый видениями из прошлого, Билл неожиданно дает залог верности своим тюремщикам. |            |                                                                 |                     |                                |                  |                     |
| 28 | 4          | «9 Crimes» «Девять преступлений»                                | Дэвид Петрарка      | Кейт Барноу и Элизабет Р. Финч | 11 июля 2010     | 4.68                |
| Билл расстаётся со Суки по телефону. Франклин берёт Тару в дорожное путешествие, Арлен раздражает присутствие Джессики в кафе. Суки хочет помочь Элсиду вернуть Дэбби Пэлт и для этого отправляется на её вечеринку в логово оборотней. Эрик должен скорее найти Билла, а Энди повышают. Билл находит пищу для Рассела и Лорены. Сэм помогает родителям и брату Томми. |            |                                                                 |                     |                                |                  |                     |
| 29 | 5          | «Trouble» «Проблемы»                                            | Скотт Винант        | Нэнси Оливер                   | 18 июля 2010     | 4.86                |
| Эрик встречается с Расселом и вынужден заключить сделку с вампиром, так как Магистр держит Пэм в заложниках. Франклин рассказывает Расселу о родословной Суки, которую он выкрал из дома Билла. Между тем, сам Франклин продолжает держать Тару в заложницах в особняке Рассела, намереваясь сделать девушку своей невестой. Суки и Элсид встречаются с полковником Фладом, который советует молодым людям держаться подальше от Рассела. Билл хочет предупредить Суки об опасности. Тем временем, Эрик понимает, что Рассел виновен в смерти его семьи. Томми начинает работать в кафе брата, а Джейсон — полицейским. Вскоре он встречает красотку Кристал Норрис, а Терри переезжает жить к Арлен. |            |                                                                 |                     |                                |                  |                     |
| 30 | 6          | «I Got a Right to Sing the Blues» «У меня есть право на печаль» | Майкл Леманн        | Алан Болл                      | 25 июля 2010     | 4.74                |
| Билл и Суки оказываются в особняке Рассел, где Билл пытается убить Короля, но безуспешно. По приказу хозяина Лорена отводит Билла в хижину пыток, где оборотни пьют кровь вампира. Эрик отказывается помогать Биллу, когда Суки просит его об этом. Рассел пытается выяснить, кто же такая на самом деле Суки. Джейсон узнаёт, что у Кристал есть жених. Сэм подозревает, что родители используют Томми в собачьих боях на деньги. Эрик сопровождает Рассела на встрече с Софи-Энн в её особняке — Рассел намеревается сделать предложение королеве вампиров. Эрик отвергает преданность Софи и говорит, что теперь он служит Расселу. Тара сбегает от Франклина и помогает Суки спасти Билла, но Лорена пытается убить девушку. |            |                                                                 |                     |                                |                  |                     |
| 31 | 7          | «Hitting the Ground» «Падшие»                                   | Джон Дал            | Брайан Бакнер                  | 1 августа 2010   | 5.24                |
| Суки убивает Лорену. Выбравшись из особняка Рассела, Элсид убивает парня-оборотня Дэбби, и девушка жаждет мести. Суки хочет помочь возлюбленному-вампиру набраться сил, но он выпивает слишком много крови, и девушка находится при смерти. К находящейся в коме Суки приходят видения, в которых она попадает в волшебное место и встречает таинственную Клодин. Врачи не могут определить группу крови Суки, и тогда Билл использует свою кровь, чтобы вылечить девушку. Сэм увозит своего брата Томми жить к себе. Джейсон пытается узнать больше о Кристал и понимает, что её избивают. Саммер признаётся в своих чувствах к Хойту. Эрик заставляет кузину Суки, Хэдли, раскрыть секрет девушки. Эрик, Рассел и Софи-Энн направляются в «Фангтазию», чтобы спасти Пэм. Рассел вынуждает Магистра обвенчать его и Софи-Энн и немедленно убивает его после церемонии.                                                        |            |                                                                 |                     |                                |                  |                     |
| 32 | 8          | «Night on the Sun» «Ночное солнце»                              | Лесли Линка Глаттер | Раэлль Такер                   | 8 августа 2010   | 5.09                |
| Суки и Билл расстаются. Софи-Энн переезжает в особняк Рассела. Билл освобождает Джессику, но девушка отказывается покидать его. Элсид возвращается в Миссисипи после того, как Дэбби сожгла салон его сестры Дженис. Мать Лафайетта сбегает из клиники и наносит сыну визит. Между Лафайеттом и Иисусом, её санитаром, начинается роман. Арлен нанимает Холли официанткой в кафе, а Томми становится причиной проблем. Кристал появляется в доме Джейсона и просит о помощи. По приказу Эрика Хэдли предупреждает Суки, что Рассел и оборотни скоро появятся в её доме, и что она не должна верить Биллу. Дэбби и два оборотня нападают на Суки, а Билл и Джессика вовремя приходят на помощь перед появлением Рассела. Тем временем, в особняке Рассела, занимаясь любовью с Тальботом, Эрик убивает его, отомстив тем самым за свою семью. Почувствовав смерть любимого, Рассел отправляется в особняк. Билл и Суки мирятся. |            |                                                                 |                     |                                |                  |                     |
| 33 | 9          | «Everything Is Broken» «Руины»                                  | Скотт Винант        | Александр Ву                   | 15 августа 2010  | 5.00                |
| Суки рассказывает Биллу, что знает о файле, в котором вампир собрал информацию о ней и её семье. Вампир-политик Нэн Флэнэган навещает Эрика в баре, расследуя таинственное исчезновение Магистра. Верховные дают Эрику разрешение на убийство Рассела. Тара ищет способ вылечить свои травмы. Хэдли знакомит Суки со своим сыном Хантером, который тоже умеет читать мысли. Билл встречает Клодин в таинственном мире снов и наконец узнаёт, кто такая на самом деле Суки. Хойт признаётся Джессике, что он не любит Саммер. Джейсон и Кристал становятся косвенно виновными в гибели одного из полицейских Энди. Кристал бросает Джейсона после драки в баре с её отцом. Арлен не хочет рожать ребёнка от Рене. Франклин находит Тару, но Джейсон убивает его деревянной пулей. В прямом эфире Рассел убивает телеведущего, собираясь развязать войну между людьми и Американской Лигой Вампиров.                             |            |                                                                 |                     |                                |                  |                     |
| 34 | 10         | «I Smell a Rat» «Запах предателя»                               | Майкл Леманн        | Кейт Барноу и Элизабет Р. Финч | 22 августа 2010  | 5.39                |
| Билл рассказывает Суки, что она — наполовину фея. Сэм вспоминает прошлое, когда он был вором и убил двоих людей. Арлен обращается за помощью к Холли, рассказав Терри, что Рене — отец её ребёнка. Хойт расстаётся с Саммер, а затем на него нападает Томми в обличии собаки. Джессика спасает любимого. Эрик составляет завещание, по которому всё его имущество переходит к Пэм. Лафайетт лечит раны Кельвина. Находясь под кайфом вместе с Лафайеттом, Иисус видит своего деда, тёмного мага. Джейсон признаётся Суки и Таре, что это он убил Эггза, и узнаёт, что Кристал может превращаться в пантеру. Суки приходит к Эрику, который целует её, а затем запирает в подвале бара. Рассел пытается прийти в себя после смерти Тальбота и нанимает парня-проститутку, а затем вбивает в него деревянный кол. |            |                                                                 |                     |                                |                  |                     |
| 35 | 11         | «Fresh Blood» «Свежая кровь»                                    | Даниэль Минхан      | Нэнси Оливер                   | 29 августа 2010  | 5.44                |
| Билл пытается вернуть доверие Суки, однако случайно подвергает опасности свою любимую. Зная о физической совместимости с Королём, Эрик пытается соблазнить Рассела «последним сном вампира».Саммер не собирается так легко сдаваться. Джейсон пытается принять правду о Кристал, а Сэм показывает свою тёмную сторону. Роман Хойта и Джессики переходит на новый уровень, а Арлен с помощью Холли вверяет своё будущее богине. Тем временем, Лафайетт борется со своими демонами. |            |                                                                 |                     |                                |                  |                     |
| 36 | 12         | «Evil Is Going On» «Зло продолжает жить»                        | Энтони Хемингуэй    | Алан Болл                      | 12 сентября 2010 | 5.38                |
| Суки спасает Эрика и Рассела от солнца. Хойт предлагает Джессике руку и сердце, и они переезжают жить в отдельный дом. Суки узнает причины, по которым Билл с ней встречается. Кристал оставляет Джейсона и уезжает со своим братом. Тара меняет имидж и решает покончить со свои прошлым. Эрик и Билл замуровывают Рассела в цемент. Билл пытается убить Эрика и Пэм. Сэм находит Томми, укравшего у него деньги, и стреляет в него. Эрик рассказывает Суки истинные мотивы встречи Билла с ней, после чего Суки рвет свои отношения с Биллом и отзывает своё приглашение. Билла навещает королева Луизианы. В расстройстве Суки приходит на кладбище, где её встречают Клодин и остальные феи, и уходит с ними. |            |                                                                 |                     |                                |                  |                     |

## Глоток настоящей крови
«Глоток настоящей крови» или «Капля настоящей крови» (англ. A Drop of True Blood) — это интернет-сериал, состоящий из 6 коротких серий по 5 минут каждая. Он был выпущен прямо перед премьерным показом 3 сезона сериала.
1. Пэм и Эрик / Pam & Eric
2. Джессика / Jessica
3. Суки, Тара и Лафайетт / Soockie, Tara & Lafayette
4. Сэм / Sam
5. Билл / Bill
6. Джейсон / Jason

## Музыка
Список композиций, звучавших в финальных титрах эпизодов в порядке эпизодов:
1. Beck — Bad Blood
2. I’m Alive — Shelby Lynne
3. Гея Адегбалола — It Hurts Me Too
4. Damien Rice — 9 Crimes
5. Jackie DeShannon — Trouble
6. Cary Ann Hearst — Hells Bells
7. Gordon Gano feat. PJ Harve & Frank Ferrer — Hitting The Ground
8. Otep — Head
9. Bob Dylan — Everything Is Broken
10. Patty Griffin — I Smell A Rat
11. Eels — Fresh Blood
12. Jace Everett — Evil Is Going On